# 음력 5월 6일
음력 5월 6일은 음력 5월의 6번째 날이다.

## 문화
- 2004년 - 경남도립미술관이 개관하였다.

## 탄생
- 1330년 - 고려 제31대 국왕 공민왕.

## 사망
- 1607년 - 조선 중기의 문신 서애 류성룡

## 같이 보기
- 음력 360일: 1월 2월 3월 4월 5월 6월 7월 8월 9월 10월 11월 12월
- 전날:5월 5일 다음날:5월 7일 - 전달:4월 6일 다음달:6월 6일
- 양력:5월 6일
- 음력, 윤달